# مارگو دیدک
مالگوشاتا ترزا دیدک-توئیگ که با نام مارگو دیدک نیز شناخته می‌شود (۲۸ آوریل ۱۹۷۴ – ۲۷ مه ۲۰۱۱)، بازیکن حرفه‌ای بسکتبال اهل لهستان بود. او با قدی به ارتفاع ۷ فوت ۲ اینچ (۲٫۱۸ متر) سانتی‌متر، به عنوان بلندقدترین بازیکن حرفه‌ای بسکتبال زنان در جهان شناخته می‌شد.
وی در پُست سنتر (بسکتبال) برای تیم‌های متعددی در اتحادیه ملی بسکتبال زنان بازی کرد و همچنین مربی تیم نورثساید ویزاردز در لیگ بسکتبال کوئینزلند بود.
او در سال ۱۹۹۹ نشان طلایی صلیب شایستگی لهستان را دریافت کرد.
وی در سال ۲۰۱۹ به تالار مشاهیر فیبا راه یافت.
وی در مسابقات کشوری و بین‌المللی در مجموع برندهٔ ۱ مدال طلا شده است.